# Giacomo Battiato
Giacomo Battiato (* 18. Oktober 1943 in Verona) ist ein italienischer Regisseur und Drehbuchautor.

## Leben
Battiato kam in den Jugendjahren nach Mailand und fand Mitte der 1960er Jahre Arbeit als literarischer Redakteur des Verlages Mazzotta; 1967 veröffentlichte er eine Antologia della letteratura e poesia del decadentismo. In der Folgezeit wandte er sich der Werbung zu und veröffentlichte 1969 den experimentellen Kurzfilm La gabbia; 1973 folgte für das Fernsehen Expressionismus, der mit dem Großen Preis der Mifed ausgezeichnet wurde.
Ebenfalls 1973 inszenierte er seinen ersten Spielfilm; für die RAI drehte er Dentro la casa della vecchia signora und in der Folgezeit etliche erfolgreiche Filme. 1983 gab er mit dem Fantasyfilm Duell der Besten sein Kinodebüt. Daneben führte er Opernregie, arbeitete an Kultursendungen des Fernsehens und schrieb bislang drei Romane.
2008 gewann Battiato das Festival Internazionale del Film di Roma mit seinem Film Resolution 819.

## Filmografie (Auswahl)
- 1973: Expressionismus (Dokumentarfilm)
- 1973: Dentro la casa della vecchia signora
- 1979: Martin Eden (Martin Eden) (Fernseh-Vierteiler)
- 1983: Duell der Besten (I paladini)
- 1988: Stradivari
- 1999–2000: Allein gegen die Mafia, 8. und 9. Staffel
- 2005: Karol – Ein Mann, der Papst wurde (Karol, un uomo diventato Papa)
- 2006: Karol – Papst und Mensch (Karol, un Papa rimasto uomo)
- 2008: Resolution 819
- 2015: Max & Hélène
- 2019: Der Name der Rose (Fernsehserie)

## Romane
- 1996: Fuori dal cielo
- 2000: L’amore nel palma della mano
- 2010: 39 colpi di pugnale; Gaffi, 238 S.